# Alex Lawther
Alexander Jonathan Lawther (* 4. května 1995 Winchester) je britský herec. Proslavil se rolí mladého Alana Turinga ve filmu Kód Enigmy, za kterou získal cenu London Film Critics' Circle Award v kategorii nejlepší mladý britský herec. Dále ztvárnil hlavní roli Jamese v seriálu The End of the F***ing World a Kennyho ve třetí epizodě třetí série sci-fi seriálu Černé zrcadlo.

## Životopis
Narodil se v Winchesteru v Hampshiru, ale vyrůstal v nedalekém Petersfieldu. Má dva starší sourozence. Podle svých slov mu fascinaci herectvím přinesly hry, kterými se zabavoval v dětství. Oba jeho rodiče pracují jako právníci, jeho starší bratr Cameron je filmový producent a starší sestra Ellie pracuje ve veřejné správě.
Nestudoval žádnou střední či vysokou školu ve specializaci na herectví. Před svou první hereckou prací studoval historii na King's College v Londýně. Vystupoval s National Youth Theatre.
Jeho první herecká role přišla v šestnácti letech, kdy se objevil v roli Johna Blakemora ve hře Davida Hara South Downs. V roce 2014 přišel jeho filmový debut ve snímku Kód Enigmy. Za roli mladého Alana Turinga získal cenu London Film Critics' Circle Award v kategorii nejlepší britský mladý umělec. O rok později se objevil ve snímku X+Y. V roce 2016 získal svou první hlavní roli ve filmu, kdy ztvárnil Elliota ve filmu Odjezd, kterým debutoval režisér Andrew Steggall.
Zahrál si roli Kennyho v epizodě seriálu Černé zrcadlo. V roce 2017 se objevil v hlavní roli seriálu The End of the F***ing World, za který sklidil pochvalné recenze od kritiků.

## Filmografie

### Film
| Rok  | Název                                          | Role                   | Poznámky |
| ---- | ---------------------------------------------- | ---------------------- | --- |
| 2010 | The Fear                                       | chlapec                | krátkometrážní film |
| 2013 | Benjamin Britten: Peace and Conflict           | Benjamin Britten       | dokumentární drama |
| 2014 | Kód Enigmy                                     | mladý Alan Turing      | London Critics Circle Film Awards v kategorii nejlepší mladý britský/irský herec/herečka nominace – Filmový festival v Londýně v kategorii nejlepší britský nováček |
| 2014 | X+Y                                            | Isaac Cooper           | |
| 2016 | Odjezd                                         | Elliot                 | Speciální ocenění na Britském filmovém festivalu Dinard |
| 2017 | Obludárium                                     | Billy Bloom            | |
| 2017 | Sbohem Kryštůfku Robine                        | starší Kryštůfek Robin | |
| 2018 | Ghost Stories                                  | Simon Rifkind          | nominace – Fright Meter Awards v kategorii nejlepší mužský herecký výkon ve vedlejší roli                                                                           |
| 2018 | Old Boys                                       | Amberson               | |
| 2018 | Alex's Dream                                   | Alex Morin             | krátkometrážní film |
| 2021 | Francouzská depeše Liberty, Kansas Evening Sun | Morisot                | |
| 2021 | Poslední souboj                                | Karel VI. Francouzský  | |
| 2021 | Earwig                                         | Laurence               | |

### Televize
| Rok       | Název                        | Role                    | Poznámky                 |
| --------- | ---------------------------- | ----------------------- | ------------------------ |
| 2014      | Holby City                   | Fred Bamber             | díl: „All Before Them“   |
| 2016      | Černé zrcadlo                | Kenny                   | díl: „Shut Up and Dance“ |
| 2017      | Masokr: přijetí minulosti    | dobrovolník Joseph      |                          |
| 2017–2019 | The End of the F***ing World | James                   | hlavní role, 16 dílů     |
| 2017      | Rodinné sídlo                | Tibby                   | minisérie, 4 díly        |
| 2021–2022 | Soví dům                     | Philip Wittebane (hlas) | 4 díly                   |
| 2022      | Andor                        | Karis Nemik             | 4 díly                   |

## Divadlo
| Rok       | Název                  | Role           | Místo uvedení                          |
| --------- | ---------------------- | -------------- | -------------------------------------- |
| 2011      | South Downs            | John Blakemore | Chichester Festival Theatre            |
| 2012      | South Downs            | John Blakemore | Harold Pinter Theatre                  |
| 2013      | Fault Lines            | Ryan           | Hampstead Theatre                      |
| 2014      | The Glass Supper       | Jamie          | Hampstead Theatre                      |
| 2015      | Crushed Shells and Mud | Derek          | Southwark Playhouse                    |
| 2017–2019 | The Jungle             | Sam            | Young Vic Theatre, St. Ann's Warehouse |

## Rozhlas
| Rok  | Název                       | Role           | Poznámky    |
| ---- | --------------------------- | -------------- | ----------- |
| 2013 | South Downs                 | John Blakemore |             |
| 2014 | How to Say Goodbye Properly | Toby           |             |
| 2014 | Rock Me Amadeus             | Charlie        | BBC Radio 4 |
| 2015 | Decline and Fall            | Peter          |             |